# 新井淑則
新井 淑則（あらい よしのり、1961年 - 2023年7月5日）は、日本の教師。ノーマライゼーション・教育ネットワーク代表。

## 来歴
1984年に中央大学文学部卒業後、東秩父中学校の国語教師となる。
1985年、埼玉県秩父市立秩父第一中学校に異動。
1987年、埼玉県横瀬町立横瀬中学校に異動し、3年生の担任とサッカー部顧問を務める。
1989年、網膜剥離により右目を失明。
1994年、埼玉県立秩父特別支援学校に異動。
1995年、左目にも網膜剥離を発症し、半年間に6回もの手術を受けるも全盲となる。国立障害者リハビリテーションセンターや埼玉県総合リハビリテーションセンターでリハビリを行いながら、アイメイト協会で盲導犬取得のための訓練を受ける。
1998年、復職願いを提出。3年間の休職後、特別支援学校の教師として復帰。
2008年、埼玉県秩父郡長瀞町立長瀞中学校に転任。2014年、全国で初めて普通学校における全盲のクラス担任となる。2016年、埼玉県秩父郡皆野町立皆野中学校に転任。
2022年、定年退職を迎える様子がNHKで報道された。
2023年7月5日、がんのため死去。61歳没。

## メディア
- 2016年8月20日NTV「世界一受けたい授業」に出演 - 「全盲の国語教師ヨシノリ先生の日本人なら知っておきたい『美しい日本語』」
- 2016年8月27日NTV『24時間テレビ39「愛は地球を救う」』スペシャルドラマ『盲目のヨシノリ先生〜光を失って心が見えた〜』
- 2016年11月5日NTV「世界一受けたい授業」に出演 -　「全盲の国語教師『これが私の生きる道』」
- 2021年6月6日テレビ朝日「テレメタリー2021」『全盲先生と142の瞳』[5][6]
- 2022年3月31日 NHKテレビ小説、「春よ、来い」

## 著書
- 新井淑則『全盲先生、泣いて笑っていっぱい生きる』マガジンハウス、2009年
- 新井淑則『光を失って心が見えた全盲先生のメッセージ』金の星社、2015年
- 新井淑則『わたしの宮沢賢治』第5巻、ソレイユ出版